# Cette nuit, je l'ai vue
Cette nuit, je l’ai vue est un roman slovène de Drago Jančar (2010), publié en français par les éditions Phébus en 2014.

## Trame narrative
Le texte rend compte d'une histoire d'amour et d'un épisode odieux de guerre en Slovénie en janvier 1944, avec une jeune femme remarquable, insaisissable, impliquant des partisans slovènes, sur des soupçons et une information incomplète transmise par un jeune homme un peu jaloux.
Chacun des cinq chapitres, sans titre, est un récit par un narrateur différent : Stevo (I, pp. 7-65), Josipina (II, pp. 67-93), Horst (III, pp. 95-127), Jozi  (IV, pp. 129-154), Jerko (V, pp. 155-214). Chaque narrateur ignore des éléments de l'histoire : aucun n'est innocent ni coupable, ni bienveillant ni à charge. Des bribes finissent par émerger, avant que tout ne disparaisse dans l'oubli.
Le livre s'ouvre sur un camp de prisonniers de guerre à Palmanova (Frioul, Italie), avec une partie de près de 20 000 militaires serbes, honteux et humiliés : roi sans royaume, fidèles sujets sans patrie, armée sans arme. Dans une baraque d'officiers, Stevo, qui ne l'a pas revue depuis sept ans, a entendu sa voix : cette nuit, je l'ai vue comme si elle était vivante (incipit p. 7). Moi, je regarde mon visage dans le miroir et je sais qu'il n'y a plus rien,, plus de Veronika, plus de roi, plus de Yougoslavie, le monde a éclaté en morceaux comme ce miroir fêlé qui me renvoie des fragments de mon visage pas rasé (p. 9).
Au printemps 1937, serbe, fils de marchand de chevaux de Valjevo, fiancé à Jelica, il commande un escadron de cavalerie, à Niš (Serbie), qu'il accompagne dans sa mutation à Ljubljana (Slovénie). Là, son supérieur, le major Ilic lui confie une mission spéciale de deux mois (juillet-août), former à l'équitation l'épouse d'un ami civil. Stevo monte Vranac, et Veronika Lord, un hackney. La relation difficile se révèle profitable pour tous deux, mais...
Fin septembre 1937, par mesure disciplinaire, il est muté à Vranje (Serbie, vallée de la Morava, à la frontière bulgare), où il occupe un petit appartement à la lisière d'une cité tzigane. Elle le suit. Ils fréquentent alors Cedo (son ami) et son épouse. Veronika inconsciente est mêlée à quelque esclandre.
Au printemps 1938, il est muté à Maribor (Slovénie, frontière autrichienne, vallée de la Drave), où il doit se reconvertir à la conduite de chenillettes tchèques. La relation se dégrade aussi : Veronika part rejoindre le manoir de Podgorsko (en Haute-Carniole, nord-ouest de la Slovénie), et réépouser son mari Leo.
Puis, c'est la guerre : le ravitaillement en carburant étant vite déficient, on revient à la cavalerie, on combat les Allemands, les oustachis, les communistes. Stévo tue des gens ; il abat aussi son cheval, jambe cassée. Une dernière lettre de Veronika lui parvient au printemps 1938. Il pense à elle,e t à leur premier désaccord, son opinion sur la guerre et sur la cavalerie militaire : un non-sens...
Madame Josipina a passé six ans au manoir de Podgorsko, vite confinée dans une chambre, par ses problèmes de jambes, puis dans un appartement à Ljubljana fourni par le frère de Léo, Filip, qui continue à la ravitailler tous les deux jours. Elle continue à passer son temps à revoir photos et lettres, à parler à son cher défunt Peter. Leo et Veronika ont disparu un soir, début janvier 1944, sans prévenir, arrêtés par les partisans, ou en fuite en Suisse. Filip finit par envoyer, de manière détournée, un courrier à Horst, qui a fréquenté le manoir, avec d'autres militaires allemands, en même temps que des amies de Veronika, des artistes (peintres, poètes, musiciens, comme Vito), des hommes d'affaires, des partisans (dont des employés). Jozi intercepte les lettres en cyrillique de Stevo. Josipina au moins de deux soirées mémorables : une grande réception, et la dernière soirée étrange avec des invités indésirables, et sa vieille chanson devant Jozi.
Horst Ubermayer, après 1945, Brunnerstrasse (Munich), est intrigué par cette lettre d'un inconnu, et refuse d'y répondre, d'abord qu'il a perdu de vue tout ce monde dès 1942. Le contact a été Veronika lui amenant la fiancée de Jeranek pour une appendicite. Il a alors fréquenté le manoir, y retrouvant un sentiment de vie normale en pleine guerre (p. 102), et apprécié la conversation avec Veronika. Ila pu aussi « sauver », sur son honneur, Jeranek des griffes de Wallner, le vampire, de sinistre réputation, du peuple slovène (p. 211). Il a une fois raconté un épisode de sa guerre dans un marais ukrainien en 1941, de sa blessure, selon la perspective de l'oiseau et la perspective de la grenouille (p. 119), et a aussi rendu hommage aux charges désespérées de cavalerie.
Jozi se rappelle surtout la dernière soirée, où, à une douzaine, ils sont arrivés, en pleine nuit, comme les loups du soir,  pas les Allemands, mais les maquisards, des partisans, des connaissances, dont Jeranek.
Jerko, dans les années 1990, au retour de l'enterrement de Janko Krajl, ancien cantonnier, partisan slovène, ami admiré de toujours, alcoolique, vantard, imprudent... Celui-ci (lui) a un peu reparlé des événements du manoir Podgorsko en janvier 1944 : On s'est peut-être gourrés (p. 157). Jerko n'a pas bougé pendant ces années 1942-1943, a revu souvent Leo et Veronika, et son nouveau cheval, Vranac. Plus tard, il a aussi aperçu à sa fenêtre Madame Josipina, à Ljubljana, alors qu'il se rendait à un meeting du maréchal Josip Broz. Quarante-cinq ans plus tôt...

## Personnages
- Stevan Radovanovic, Stevo, officier de cavalerie, serbe,
  - Jelica, sa fiancée serbe,
  - Cedo, son ami officier,
  - le major Ilic, son supérieur à Ljubljana,
- Leo Zarnik, riche bourgeois, slovène, élégant, dandy, de Ljubljana, de famille fabuleusement riche, propriétaire du manoir de Podgorsko, possédant et gérant une usine, et une mine en Serbie,
  - la domesticité :
  - le chauffeur Lojze Hribovski,
  - Jozefina, Jozi, l'entreprenante domestique,
  - Franc, Fanj, Majcen le jardinier, Bogdan,
  - Ivan Jeranek, Jerko, de Pozelje, employé complémentaire, paysan cabochard,
    - Jozefina, Jozyca, Pesca, fiancée puis épouse, malade vers 1940, morte vers 1980,
- Veronika, épouse de Leo Zarnik, excentrique (dont l'alligator), libre, blonde, après des études à Berlin,
- Madame Josipina, mère de Veronika, blonde, veuve de Peter, architecte d'une partie de Rijeka,
- Horst Hubermayer, médecin militaire, en poste à Kranj,
- Janko Krajl, ami de Jeranek, partisan, qui boit trop, parle trop,
- le commissaire Kostja, le camarade Peter...

## Éditions
- Éditions Phébus, 2014, 224 pages  (ISBN 978-2-7529-0969-5)

## Réception
Les recensions francophones sont globalement favorables,,,,,.
- Prix Kresnik (en) 2011
- Prix du meilleur livre étranger 2014